# Jiří Hubálek
Jiří Hubálek (Praga, 25 de noviembre de 1982) es un exjugador de baloncesto de nacionalidad checa. Con 2,11 metros de altura, actuaba en la posición de pívot. Luego de un paso por el baloncesto universitario de los Estados Unidos -compitiendo tanto en la NJCAA como en la NCAA-, desarrolló su carrera como jugador profesional mayormente en distintas divisiones del baloncesto italiano, aunque también integró equipos en Asia Occidental, Sudamérica y Europa Central. Fue por un breve periodo miembro de la selección de baloncesto de la República Checa. 

## Trayectoria

### Clubes
| Club                       | País            | Año         |
| -------------------------- | --------------- | ----------- |
| USK Praha                  | República Checa | 2003 - 2004 |
| NSB Rieti                  | Italia          | 2008 - 2009 |
| Dinamo Sassari             | Italia          | 2009 - 2011 |
| Petrochimi Bandar Imam BC  | Irán            | 2011 - 2012 |
| Al Muttahed Tripoli        | Líbano          | 2012        |
| Napoli Basketball          | Italia          | 2012        |
| Reyer Venezia              | Italia          | 2012 - 2013 |
| Al-Hilal                   | Arabia Saudita  | 2013 - 2014 |
| Libertad                   | Argentina       | 2014 - 2015 |
| Sionista                   | Argentina       | 2015        |
| Olimpia Matera             | Italia          | 2016        |
| Andrea Costa Imola         | Italia          | 2016 - 2017 |
| BC Vienna                  | Austria         | 2017 - 2018 |
| BK Lions Jindřichův Hradec | República Checa | 2019        |

## Selección nacional
Hubalek jugó para la selección de baloncesto de la República Checa tanto a nivel juvenil como a nivel absoluto. Integró el plantel del combinado nacional que compitió en la Clasificación Eurobasket 2009. 